# Некопој (Сату Маре)
Некопој (рум. Necopoi) насеље је у Румунији у округу Сату Маре у општини Хомороаде. Oпштина се налази на надморској висини од 139 m.

## Становништво
Према подацима из 2002. године у насељу је живело 255 становника, од којих су сви румунске националности.